# La Caldera (departamento)
Departamento La Caldera é um departamento da província de Salta, na Argentina.